# プログレスM-12M
プログレスM-12M（ロシア語: Прогресс М-12М、Progress M-12M）は、2011年8月24日に打ち上げられたプログレス補給船。NASAによる名称はプログレス44（Progress 44 略称: 44P）。国際宇宙ステーション（ISS）への補給活動が目的だったが、打上げに失敗して機体は喪失した。
1978年1月20日にプログレス1が打上げられて以来、プログレスシリーズ初の打上げ失敗である。

## 予定していたミッション
プログレスM-12Mは計画ではISSに酸素、食料、燃料を含む計2.67トンの物資を補給することになっていた。また3回のリブーストも計画していた。
予定では、打上げから2日後の8月26日14時40分（UTC）にISSズヴェズダモジュールの後部ポートにドッキングし、6ヶ月後の2012年3月5日にアンドッキングすることになっていた。

## カーゴ
ISSへの補給物資計2,670kgの内、水は420kg、酸素は50kg、燃料は996kg含まれていた。燃料の内746kgはISSの補給に使用され、残りの250kgは計画していたリブーストの際にプログレスM-12Mが使用することになっていた。
ドライカーゴ（ISSに補給する水容器、電力系機器、照明装置、熱制御システムとその制御パネルなど、水・酸素・燃料を除く貨物）は計1,204kg搭載していた。内訳としては、スペアパーツ4kg、生活用品94kg、船員の保護装置17kg、食料267kg、船員への個人的物資（手紙、小包、カメラなど）139kg、空気清浄システムや衣服といった衛生品66kgも含まれる。その他、ISSの各モジュールで使用される機器として、（ザーリャモジュールに31kg、ピアースモジュールに10kg、ラスヴェットに77kg、アメリカのモジュールに367kg）も搭載していた。残りの38kgはステーション内で行われる20の科学実験用の機器や試料だった。

## 打上げと失敗
2011年8月24日13時0分11秒（UTC）、プログレスM-12Mはバイコヌール宇宙基地のガガーリン発射台からソユーズUロケットによって打ち上げられた。
飛行からおよそ325秒後、ソユーズUロケット3段のRD-0110エンジンで故障が検知され、オンボードコンピュータは噴射を中止させた。このため3段目は軌道速度に到達できず、ロシアのアルタイ共和国上空にて再突入し、燃え尽きた。計画では第3段エンジンは離昇287秒後から525秒後まで、238秒間噴射する計画だった。RD-0110エンジンが故障した原因は、テレメトリーを解析した結果、ガスジェネレータに燃料を送る配管に異物が混入して燃料の流量が減少したため緊急自動停止に至ったと報告された。
プログレスM-12Mは1978年から始まるプログレス補給船において初の打上げ失敗となった。なお
プログレスM-12Mには30億ルーブル（1億300万米ドル相当）の保険がかけられていた。
この失敗を受けて8月26日に打上げ予定だったソユーズ-2-1b/フレガートロケットによるGLONASS衛星の打ち上げは延期された。
ISSへ向かう唯一の手段であるソユーズ有人宇宙船の打上げに使用されるソユーズFGの3段目もソユーズUと同じRD-0110を使用しており、ロシアが11月までにソユーズの打ち上げを再開できなければISSに滞在している長期滞在クルー全員を地上に降ろし、無人でISSを運用する可能性もあったが、10月30日には次のプログレスM-13Mの打ち上げに成功し、ソユーズTMA-22の打ち上げも1ヶ月半遅れの11月14日に行うことが出来た。
なお興味深いことに、Ekspress-AM4の打上げ失敗（8月18日、ロシアプロトン・ブリーズM）、実践11号04星（8月18日、中国長征2号C）とこの短い期間で3度もロケットの打上げ失敗が続いていた。

### 事故調査
ロシア連邦宇宙局は事故調査委員会を立ち上げて原因究明を実施し、以下の通り結論づけた。
- 第3段エンジン（RD-0110型）のテレメトリデータを分析した結果、コンタミネーション（異物）によりガスジェネレータの燃料流量が減少し、緊急自動停止に至ったことが判明[12]
- 今回の不具合は製造上の問題[12]
- 今後、製造の各段階で追加的な検査を行い、最終組み立て段階ではビデオモニタを用いて判定を行うこと等を提言[12]